# The Wrestler
The Wrestler (prt: O Wrestler; bra: O Lutador) é um filme norte-americano de 2008 dirigido por Darren Aronofsky e escrito por Robert D. Siegel, tendo como atores principais Mickey Rourke, Marisa Tomei e Evan Rachel Wood. A produção foi iniciada em janeiro de 2008 e a Fox Searchlight Pictures adquiriu os direitos de distribuição do filme nos Estados Unidos. O filme foi lançado em 17 de dezembro de 2008 pela Fox Searchlight. A trilha sonora foi composta por Clint Mansell.

Rourke interpreta um lutador profissional veterano, que continua a lutar, em uma tentativa de retomar os seus dias de apogeu dos anos 1980, apesar de sua condição crítica de saúde, ao mesmo tempo em que tenta consertar sua relação distante com sua filha e envolve-se num romance com uma stripper.

O filme foi aclamado pela crítica internacional e venceu o Leão de Ouro no Festival de Cinema de Veneza em agosto de 2008, onde foi lançado. O crítico de cinema Roger Ebert o descreveu como um dos melhores filmes do ano, enquanto o Rotten Tomatoes divulgou que 98% dos críticos fizeram avaliações positivas do filme. Pelo seu papel, Mickey Rourke recebeu um prêmio BAFTA, um Globo de Ouro, um Independent Spirit Awards e uma indicação ao Oscar de melhor ator; Marisa Tomei também recebeu uma indicação ao Oscar de melhor atriz coadjuvante por sua performance.

## Sinopse
Robin Ramzinski (Mickey Rourke), mais conhecido por seu nome dos ringues, Randy "O Carneiro" Robinson, é um lutador profissional que se tornou uma celebridade nos anos 1980. Vinte anos depois, ele já não vive seus melhores momentos. Randy luta em fins de semana para promoções independentes em New Jersey. Frequentador regular de um strip club, ele torna-se amigo de uma stripper, Cassidy (Marisa Tomei). Apesar de muito bonita, ela está se tornando velha para sua profissão, assim como Randy. Após vencer uma luta regional, Randy concorda em participar de uma luta em referência ao 20º aniversário do confronto com seu mais famoso rival, "O Aiatolá" (Ernest Miller). Randy aumenta a carga de treinos, que inclui a injeção de esteróides.

Na sua luta seguinte, ele participa de uma competição hardcore. Após a luta, Randy sofre um ataque cardíaco no camarim. Após receber uma ponte de safena, seu médico lhe diz que seu coração não pode mais suportar o estresse provocado pelas lutas. Ele se aposenta e começa a trabalhar como atendente no balcão de frios de um supermercado, com um gerente degradante, Wayne (Todd Barry), que faz piadas sobre o passado de lutas de Randy.

Por sugestão de Cassidy, Randy visita sua filha distante, Stephanie (Evan Rachel Wood), a qual ele havia abandonado enquanto criança. Agora adulta, ela o rejeita. Enquanto ajuda Randy a comprar um presente para Stephanie, Cassidy revela ter um filho. Randy tenta flertar com ela, o que ela refuta em razão de seu trabalho. Randy dá o presente a sua filha e se desculpa. Os dois se aproximam durante um passeio pela orla e decidem sair para jantar no próximo sábado.

Randy vai ao strip club onde Cassidy trabalha para agradecê-la, mas ela o rejeita uma vez mais, resultando em uma troca de grosserias. Chateado, Randy vai assistir uma luta e encontra consolo em seus amigos lutadores. Quando ele vai a um bar com eles, fica bêbado, inala cocaína e pratica sexo com uma mulher no banheiro do bar. Ele dorme durante todo o dia seguinte e falta ao jantar com Stephanie. Ele vai à sua casa para se desculpar, mas ela chora, irritada, e diz que nunca mais quer vê-lo.

No balcão de frios, um cliente o reconhece como "O Carneiro", apesar de Randy negar ser o lutador. Agitado, Randy corta seu polegar na máquina de fatiar e começa a destruir partes da loja, antes de se demitir. Sem opções, ele decide retornar às lutas. Ele remarca a luta do 20º aniversário com o Aiatolá e recusa as tentativas de Cassidy de reconciliação, mas ela lhe adverte sobre a condição de seu coração. Ele explica que seu lugar é nos ringues com seus fãs, que o amam de verdade, ao contrário do resto do mundo.

Enquanto luta, Randy começa a sentir dores no peito e torna-se instável. O Aiatolá percebe e lhe apressa para iniciar o pinfall. No entanto, Randy inicia sua finalização característica, um mergulho de cabeça chamado de "O Salto do Carneiro". Ele sobe no topo das cordas e fica em pé. Às lágrimas, ele saúda a plateia e salta.

## Elenco
- Mickey Rourke .... Randy "The Ram" Robinson
- Marisa Tomei .... Cassidy
- Evan Rachel Wood .... Stephanie Robinson
- Mark Margolis .... Lenny
- Todd Barry .... Wayne
- Ernest Miller .... Bob

## Produção
O filme foi escrito por Robert Siegel, um antigo escritor do The Onion, e começou a ser desenvolvido no estúdio de Darren Aronofsky, Protozoa Pictures. O ator Nicolas Cage iniciou negociações em outubro de 2007 para interpretar Randy. No mês seguinte Cage abandonou o projeto, e Mickey Rourke o substituiu no papel principal. De acordo com Aronofsky, Cage foi excluído do filme porque Aronofsky queria Rourke como protagonista. Aronofsky declarou que Cage foi "um completo cavalheiro, e que ele entendeu que meu coração estava com Mickey e se afastou. Eu tenho muito respeito por Nic Cage como ator e acho que poderia realmente ter funcionado com Nic, mas, você sabe, Nic deu muito apoio a Mickey e eles são antigos amigos e quis ajudá-lo com essa oportunidade, então ele se retirou da disputa."

Os 40 dias de filmagem começaram em janeiro de 2008, com a filmagem acontecendo em New Jersey em locações como Elizabeth, Hasbrouck Heights, Garfield, Asbury Park, Linden, Rahway, Roselle Park, Dover, um supermercado em Bayonne, onde Rourke serviu e improvisou com clientes reais, e em Nova Iorque. Algumas cenas também foram filmadas no The Arena, na Filadélfia.

Afa Anoa'i, Jr., um ex-lutador profissional, foi contratado para treinar Rourke para este papel. Anoa'i levou consigo dois treinadores, Jon Trosky e Tom Farra, para trabalhar com Rourke por oito semanas. Ambos os treinadores também fizeram participações no filme.

Uma cena mostra um jogo fictício da Nintendo Entertainment System chamado Wrestle Jam '88. Nele havia os personagens de Robinson e o Aiatolá. Aronofsky solicitou um jogo com total funcionalidade para que os atores jogassem, com o programador Randall Furino e a designer Krystyn Hume criando uma versão demo com uma interface funcional e rotinas de A.I., que incluiam gráficos e trilhas sonoras comuns à época de 1980.

Para conferir mais realismo, as cenas no vestiário foram improvisadas por Rourke e os demais para aparentar que eles estivessem realmente socializando. Algumas das cenas na delicatessen foram improvisadas porque Aronofsky estava filmando enquanto Rourke realmente trabalhava lá.

## Trilha sonora
Clint Mansell, o compositor dos filmes anteriores de Aronofsky, π, Réquiem para um sonho, e The Fountain, esteve mais uma vez como compositor de O Lutador. Slash tocou as guitarras nas partituras. Uma nova música de Bruce Springsteen, também chamada de "The Wrestler", toca durante os créditos no final do filme. Springsteen compôs a música durante uma turnê na Europa após receber uma carta e uma cópia do roteiro de Rourke.

A música dos Guns N' Roses, "Sweet Child o' Mine" é tocada durante a entrada de Randy no ringue, no final do filme. No discurso, ao receber o Globo de Ouro, Rourke mencionou que Axl Rose doou a música sem custos autorais em função do baixo orçamento, e os créditos de encerramento do filme agradecem a Rose por isso. Rourke havia usado a mesma música em suas entradas durante
sua carreira de pugilista nos anos 90. Randy inclusive tira sarro de um dos maiores rivais de Axl Rose no cenário musical do início dos anos 1990: Kurt Cobain.

Também estão presentes no filme músicas do Ratt ("Round and Round" e "I'm Insane"), a música "Metal Health" do Quiet Riot (que é a música de entrada de Randy, exceto na última luta), a música "Don't Walk Away" do FireHouse, "Dangerous" do Slaughter, "Animal Magnetism" da banda Scorpions, Balls to the Wall da banda Accept, "Soundtrack to a War" do Rhino Bucket e a música do Cinderella, Don't Know What You Got (Till It's Gone). As duas músicas do Ratt são na verdade gravações de Rat Attack, um projeto que inclui o vocalista do Ratt, Stephen Pearcy e os guitarristas George Lynch (Dokken) e Tracii Guns (L.A. Guns). A música de Madonna, Jump é tocada na cena que ocorre no bar. A música de Birdman e Lil Wayne, "Stuntin' Like My Daddy" pode ser ouvida no strip club. Também há no filme uma música chamada "Let Your Freak Out", da cantora/compositora independente de Toronto, Deesha, que pode ser ouvida durante a cena no strip club, na qual a personagem de Marisa Tomei tem uma conversa dramática com o personagem de Mickey Rourke.

Durante entrevista, no Festival Internacional de Cinema de Toronto, conduzida por James Rocchi, Aronofsky creditou a música de 1957 de Charles Mingus, "The Clown", uma obra instrumental com um poema lido sobre a música sobre um palhaço que acidentalmente descobre a sede de sangue das multidões e acaba se matando durante a performance, como uma grande fonte de inspiração para o filme. Aronofsky também disse que a breve reprise do discurso de bombardeamento ao Irã do Senador e candidato presidencial John McCain, com a música dos The Beach Boys, "Barbara Ann", foi feita sob improvisação no estúdio. A inspiração para o lutador Aiatolá surgiu mais de 20 anos atrás, mas em parte pelo momento musical e por sua conexão com o personagem, ainda era apropriado para Aronofsky em 2008.

## Promoção
Apesar de ter criticado inicialmente o filme, a World Wrestling Entertainment (WWE) ajudou a promovê-lo através de um angle (um enredo fictício usado no wrestling). Isto envolveu o heel Chris Jericho criticando lutadores lendários aposentados, como Ric Flair, que ele afirmou ser uma vergonha para a classe, bem como Mickey Rourke por sua atuação em O Lutador. No 15º Screen Actors Guild Awards, Rourke anunciou que iria competir no WrestleMania XXV, mirando especificamente Jericho. O anúncio culminou em um confronto dos dois no Larry King Live, o qual mostrou sinais de arrependimento por parte de Rourke. Em 28 de janeiro, foi anunciado através da assessoria de Rourke que o ator não competiria no evento, e ele foi anunciado pouco depois como um convidado.

Rourke também foi convidado para a cerimônia de posse do WWE Hall of Fame em 2009, uma noite antes do WrestleMania. O angle aconteceu na noite seguinte, quando Jericho enfrentou Ricky Steamboat, Roddy Piper e Jimmy Snuka em uma luta de um contra três. Após a vitória, Jericho desmantelou Flair e desafiou Rourke, que finalmente entrou no ringue e lhe desferiu um soco. Flair então parabenizou Rourke.

## Recepção

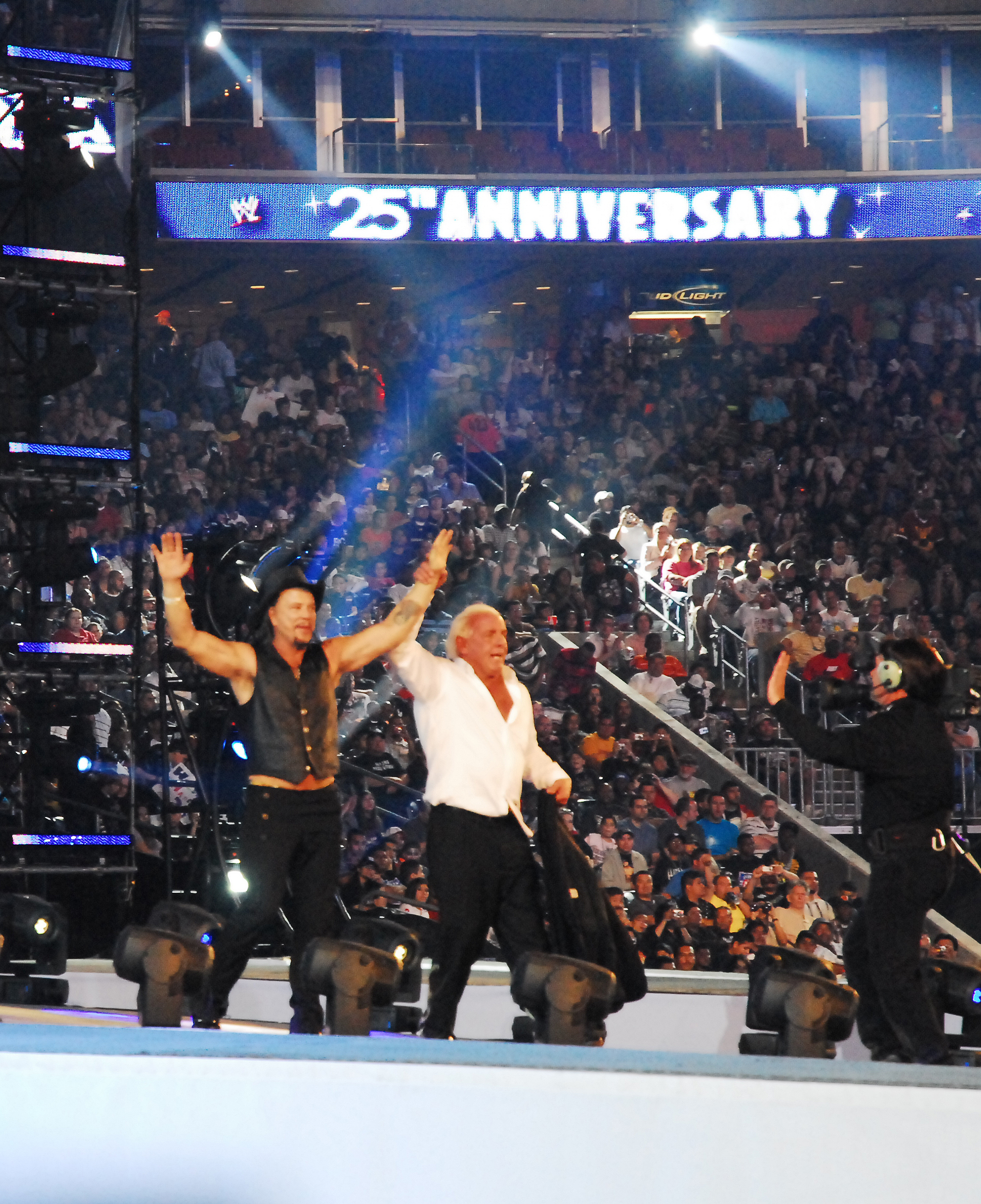
Mickey Rourke e Ric Flair, na WrestleMania XXV, divulgando o filme.

O filme teve fraco desempenho em relação a repercussão, cerca de 26.238.243 dólares em bilheteria no Estados Unidos, e 44.703.995 dólares no total de arrecadação mundial, mas excelente considerando que custou apenas 6 milhões de dólares.

## Polêmicas
O Lutador foi condenado, como um filme "anti-iraniano" em vários jornais e sites do Irã, em resposta à cena em que Mickey Rourke quebra violentamente um mastro com uma bandeira do Irão em seu joelho. Borna News, um jornal estatal iraniano, também criticou o personagem heel (vilão), "O Aiatolá", que é retratado como um vilão usando trajes árabes, como Keffiyeh e Bisht, criando um amálgama proposital dos iranianos e árabes perante o público. No ringue de lutas, ele usa um leotardo acanhado, nos padrões de uma bandeira do Irã com o personagem Álef, representando a primeira letra da palavra Aiatolá.

Alguns jornais iranianos evitaram mencionar o personagem, presumivelmente para evitar ofender as leis cléricas do Irã. Em março de 2009, Javad Shamaqdari, conselheiro cultural do presidente Mahmoud Ahmadinejad, exigiu um pedido de desculpas de uma comitiva de atores e produtores da Academia de Artes e Ciências Cinematográficas, que visitava o Irã, pelo que ele considerou como um retrato negativo e injusto da República Islâmica em O Lutador e em outros filmes de Hollywood. O personagem iraniano é uma referência à rivalidade, agora lendária, entre Hulk Hogan e The Iron Sheik durante a metade dos anos 1980.

## Prêmios
81º Academy Awards (Oscar 2009)
- Melhor Ator - Mickey Rourke (indicado)
- Melhor Atriz Coadjuvante - Marisa Tomei (indicado)

65º Venice International Film Festival (Festival de Veneza 2009)
- Leão de Ouro de Melhor Filme

62º British Academy Film Awards (BAFTA 2009)
- Melhor Ator – Mickey Rourke
- Melhor Atriz Coadjuvante - Marisa Tomei (indicado)

66º Golden Globe Awards (Globo de Ouro 2009)
- Melhor Ator em Filme Dramático - Mickey Rourke
- Melhor Atriz Coadjuvante - Marisa Tomei (indicado)
- Melhor Canção Original - The Wrestler, de Bruce Springsteen

24º Independent Spirit Awards (2009)
- Melhor Filme
- Melhor Ator - Mickey Rourke
- Melhor Cinematografia - Maryse Alberti

15º Screen Actors Guild Awards (Sindicato dos Atores 2009)
- Melhor Ator - Mickey Rourke (indicado)

61º Writers Guild of America Awards (Sindicato dos Roteiristas 2008)
- Melhor roteiro original - Robert D. Siegel (indicado)